# آدرین چایکوفسکی
آدرین چایکوفسکی (انگلیسی: Adrian Tchaikovsky؛ زادهٔ ۱۹۷۲ (۵۳ سال)) نویسنده بریتانیایی داستان‌های فانتزی و علمی-تخیلی است. او به خاطر رمان فرزندان زمان در سال ۲۰۱۶ برنده جایزه آرتور سی. کلارک شد.